# Pericallia sipahila
Pericallia sipahila là một loài bướm đêm thuộc phân họ Arctiinae, họ Erebidae.